# Robert Trimble
Robert Trimble (17 de novembro de 1776 - 25 de agosto de 1828) foi um advogado e jurista que exerceu como Juiz da Corte de Apelações do Kentucky, juiz distrital dos EUA no Distrito de Kentucky e como juiz associado da Suprema Corte dos Estados Unidos, de 1826 até sua morte em 1828. Durante sua breve passagem pela Suprema Corte, escreveu diversas decisões da maioria, incluindo a decisão no caso Ogden v. Saunders — a única decisão majoritária da qual o Chefe de Justiça John Marshall discordou em seus 34 anos na Corte.

## Primeiros anos e carreira
Robert Trimble nasceu em 17 de novembro de 1776, no Condado de Berkeley, Virgínia, filho de William Trimble (falecido em 1806) e Mary McMillan. Tinha apenas três anos quando sua família se mudou para a região do Planalto de Cumberland, então parte do Condado de Kentucky, na Virgínia — primeiro para o Forte Boonesborough e depois para um assentamento localizado no atual Condado de Clark, Kentucky.
Estudou na Universidade de Transilvânia e formou-se em Direito estudando com dois advogados: primeiro com George Nicholas e, após a morte de Nicholas em 1799, com James Brown. Em 1803, foi autorizado a exercer a advocacia pela Corte de Apelações de Kentucky e iniciou seu escritório em Paris, Kentucky, instalando-se na Eades Tavern, que também se tornou sua residência.
Em 18 de agosto de 1803, casou-se com Nancy P. Timberlake, com quem teve ao menos 10 filhos. A filha do casal, Rebecca, casou-se com Garrett Davis, que representou o Kentucky na Câmara dos Representantes dos EUA (1839–1847) e depois no Senado (1861–1872). Outra filha de Trimble foi mãe de James G. Jones, o primeiro prefeito de Evansville, Indiana, e o terceiro procurador-geral do estado de Indiana.
Em 1802, Trimble foi eleito para representar o Condado de Bourbon na Câmara dos Representantes de Kentucky. Republicano jeffersoniano convicto, exerceu apenas um mandato, pois detestava profundamente o tumulto da política. Depois disso, recusou qualquer cargo público, inclusive duas nomeações para o Senado dos EUA.
Em 1807, aceitou uma nomeação para a Corte de Apelações de Kentucky, mas renunciou em 1809 por motivos financeiros e familiares. Em 1810, recusou novamente uma indicação para ser presidente dessa mesma corte. Entre 1813 e 1817, exerceu como Procurador dos EUA para o Distrito de Kentucky. Nesse período, destacou-se como pesquisador jurídico incansável e promotor público enérgico. Segundo o censo de 1820, Trimble possuía vinte e três pessoas escravizadas.

## Carreira no Judiciário Federal

### Tribunal Distrital dos EUA para o Kentucky
Robert Trimble foi nomeado juiz distrital do Tribunal Distrital dos EUA para o Kentucky pelo presidente James Madison no dia 28 de janeiro de 1817. Sua nomeação foi confirmada pelo Senado dos EUA em 31 de janeiro de 1817. Exerceu o cargo por nove anos, até ser indicado para a Suprema Corte dos EUA em maio de 1826.

### Suprema Corte

#### Nomeação e confirmação
Robert Trimble foi nomeado juiz associado da Suprema Corte dos EUA pelo presidente John Quincy Adams no dia 11 de abril de 1826, para suceder Thomas Todd. A oposição à sua nomeação veio de um conterrâneo do Kentucky, o senador John Rowan, cujas posições em defesa dos direitos dos estados contrariavam as decisões tomadas por Trimble no tribunal de apelações, nas quais ele favorecia a autoridade federal sobre a estadual. A tentativa de barrar a nomeação fracassou, e Trimble foi confirmado pelo Senado dos EUA no dia 9 de maio de 1826, por 27 votos a 5.

#### Atuação na Suprema Corte
Trimble exerceu na Suprema Corte de 16 de junho de 1826 até 25 de agosto de 1828. Durante seu período na Corte, geralmente concordava com as opiniões do Chefe de Justiça John Marshall. Em uma exceção notável, foi ele quem redigiu a decisão da maioria no caso Ogden v. Saunders — caso em que Marshall escreveu a opinião dissidente.

## Morte e legado

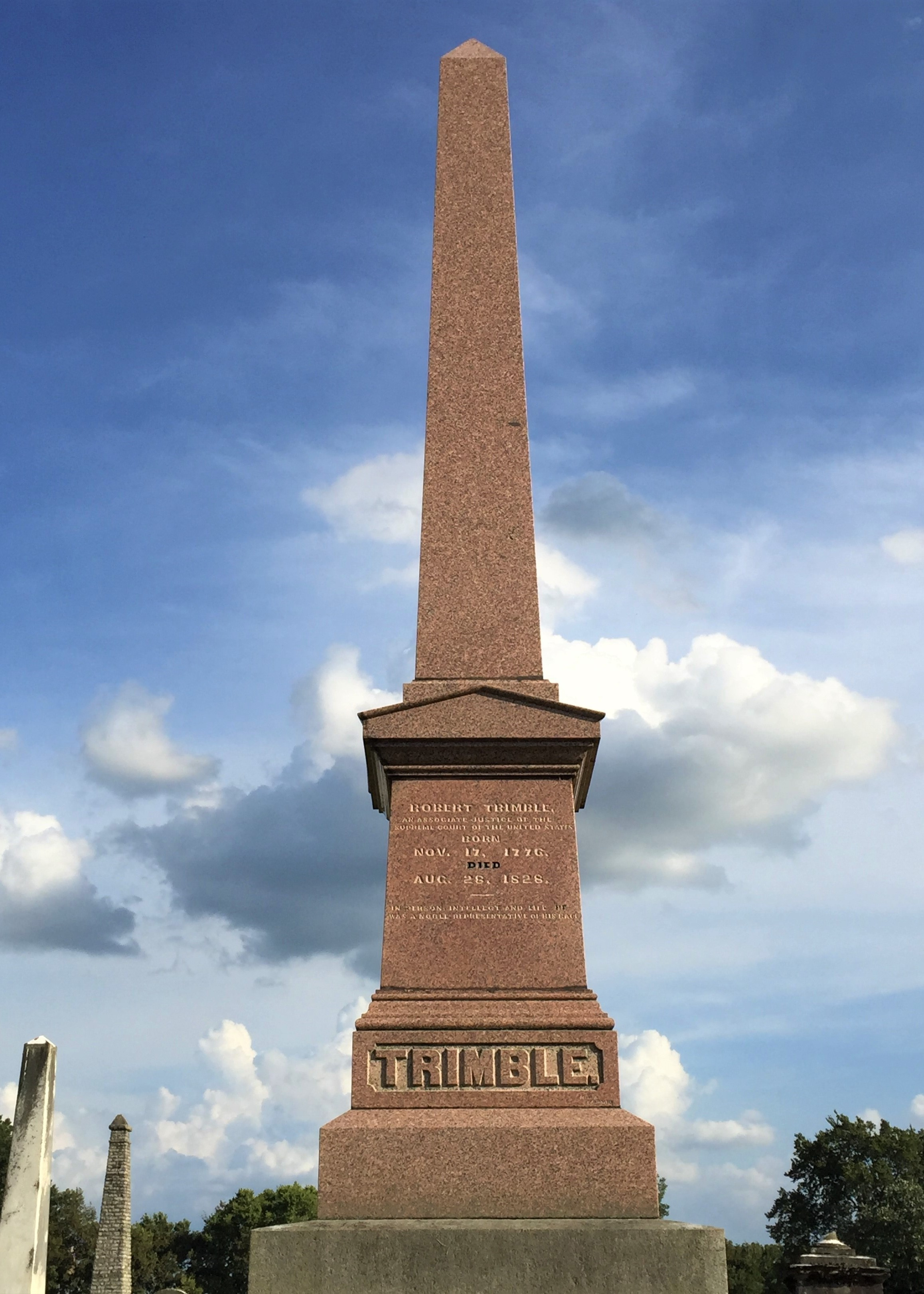
O túmulo do Juiz Robert Trimble, localizado no Cemitério Paris, na cidade de Paris, Kentucky, é marcado por um obelisco de granito com cerca de 7,5 metros de altura.

Após o término do mandato na Suprema Corte de 1828, Trimble retornou para casa. Naquele verão, adoeceu com uma febre biliosa e faleceu em 25 de agosto, aos 52 anos de idade. Foi sepultado no Cemitério Paris. Após sua morte, o Chefe de Justiça John Marshall escreveu ao senador Henry Clay:
Não preciso dizer o quanto lamento profundamente a perda do juiz Trimble. Ele se destacava pelo bom senso, retidão de intenções e conhecimento jurídico. Não há superior a ele. Espero que possamos encontrar alguém à sua altura.
O juiz Joseph Story, que exerceu ao lado de Trimble na Suprema Corte, escreveu:
Ninguém superava Trimble em talento, erudição, perspicácia e sagacidade. Todos o admiravam por sua integridade, firmeza, espírito público e incansável dedicação. Seus pareceres eram notáveis pela clareza, força, vigor argumentativo e precisão nas conclusões. Talvez nenhum outro homem tenha conquistado tanto em tão pouco tempo em sua carreira na magistratura.
O Condado de Trimble, no Kentucky, criado em 1837, foi nomeado em sua homenagem. Além disso, o navio Classe Liberty SS Robert Trimble, construído em Brunswick, Geórgia, durante a Segunda Guerra Mundial, também recebeu seu nome como forma de homenagem.